# Валонски Брабант
Провинција Валонски Брабант (фр. Province du Brabant wallon) је једна од пет провинција белгијског региона Валоније. Налази се у центру земље и уједно је најмања од белгијских провинција. 
Почетком 2008. провинција је имала 373.492 житеља. Становништво говори француски језик. Главни град провинције је град Вавр. 
Провинција Валонски Брабант је настала 1995. када је расформирана некадашња Провинција Брабант. Поред Валонског Брабанта, формирани су Фламански Брабант и подручје главног града Брисела. Ова подела је спроведена у оквиру федерализације Белгије на 3 региона. 